# Abdullahi Shehu
Abdullahi Shehu (Sokoto, 12 de marzo de 1993) es un futbolista nigeriano que juega en la demarcación de defensa para el Kano Pillars F. C. de la Liga de Fútbol Profesional de Nigeria.

## Selección nacional
Tras jugar con la selección de fútbol sub-20 de Nigeria, con la sub-21 y con la sub-23 «con la que quedó tercero en los Juegos Olímpicos de Río de Janeiro de 2016», finalmente hizo su debut con la selección absoluta el 11 de enero de 2014 en un partido de la fase de grupos del Campeonato Africano de Naciones de 2014 contra Malí que finalizó con un resultado de 2-1 a favor del combinado maliense. Además fue preseleccionado por el seleccionador Gernot Rohr para la prelista de jugadores que disputarían la Copa Mundial de Fútbol de 2018.

## Clubes
| Club                  | País     | Año       | Partidos | Goles |
| --------------------- | -------- | --------- | -------- | ----- |
| Kano Pillars F. C.    | Nigeria  | 2012-2014 |          |       |
| Qadsia S. C.          | Kuwait   | 2014-2015 | 14       | 1     |
| União da Madeira      | Portugal | 2015-2016 | 30       | 1     |
| Anorthosis Famagusta  | Chipre   | 2016-2018 | 56       | 4     |
| Bursaspor             | Turquía  | 2018-2020 | 58       | 5     |
| A. C. Omonia Nicosia  | Chipre   | 2020-2022 | 68       | 0     |
| P. F. C. Levski Sofia | Bulgaria | 2022      | 9        | 0     |
| Kano Pillars F. C.    | Nigeria  | 2024-     |          |       |

## Palmarés

### Campeonatos nacionales
| Título                     | Club                 | País   | Año  |
| -------------------------- | -------------------- | ------ | ---- |
| Copa del Emir              | Qadsia S. C.         | Kuwait | 2015 |
| Supercopa de Kuwait        | Qadsia S. C.         | Kuwait | 2015 |
| Primera División de Chipre | A. C. Omonia Nicosia | Chipre | 2021 |
| Supercopa de Chipre        | A. C. Omonia Nicosia | Chipre | 2021 |
| Copa de Chipre             | A. C. Omonia Nicosia | Chipre | 2022 |

### Campeonatos internacionales
| Título   | Club         | Sede  | Año  |
| -------- | ------------ | ----- | ---- |
| Copa AFC | Qadsia S. C. | Dubái | 2014 |